# Precursor (delitos informáticos)
Un precursor se define como aquello que precede a otra cosa o evento, generalmente haciéndola posible o facilitando su posterior ejecución.
En el ámbito de los ciberdelitos, esta conducta se encuentra recogida en el Código Penal Español en los artículos 197 ter relativo al espionaje, 248.2.b relativo a la estafa y 264 ter relativo al sabotaje informático, entre otros.
Tomando en consideración la anterior definición y su regulación, un precursor de delitos informáticos se puede definir como la producción, fabricación, adquisición, posesión, importación, distribución, venta y/o facilitación a terceros de programas informáticos, contraseñas, códigos de acceso, equipos u otros mecanismos que hagan posible la realización de ciertas conductas con la finalidad principal de cometer un delito informático.
Cabe mencionar, por otro lado, que todo programa, software o malware que se haya obtenido sin una motivación criminal o cuya finalidad no fuese delictiva, no se incluiría dentro de la categoría de precursor. Por tanto, una conducta será precursora de delitos informáticos si su finalidad última es la comisión de hechos delictivos.

## Conducta típica y ejemplos

### Del espionaje informático
El precursor del delito de espionaje se encuentra regulado en el art. 197 ter, con relación al 197 CP. Dentro de esta categoría, un precursor sería todo programa informático condicionado o destinado a facilitar el acceso a sistemas de información para descubrir secretos sin el consentimiento de la víctima. Además de sistemas informáticos, se incluirían la adquisición de contraseñas, códigos de acceso o datos similares.
Ejemplos de precursores que facilitan el posterior espionaje son el programa espía,  definido como un malware que parasita un ordenador y recopila información sin el consentimiento del propietario, o los keylogger, entendido como un malware que permite acceder a contraseñas registrando las pulsaciones del teclado de un ordenador.

### De la estafa informática
El precursor del delito de estafa se encuentra regulado en el art. 248.2.b, con relación al 248 CP. Dentro de esta categoría, un precursor sería la utilización de todo programa informático destinado a provocar, mediante engaño o manipulación informática, un error a otra persona, incitándola a realizar una transferencia no consentida en su propio perjuicio.
Ejemplos de precursores que facilitan la comisión de una estafa son el phishing, técnica con la que el criminal suplanta la identidad de algún servicio legítimo y pide información personal a la víctima, logrando que se la entregue, bajo engaño, o el pharming, a través del cual la víctima es arrastrada o redirigida, sin conocimiento, a una web falsa en la que introduce sus datos, siendo estos cosechados por el criminal.

### Del sabotaje informático
El precursor del delito sabotaje informático se encuentra regulado en el art. 264 ter, con relación al 264 CP. Dentro de esta categoría, un precursor sería todo programa informático, contraseña o código de acceso destinado a facilitar, de forma grave, el daño, deterioro, alteración o eliminación de datos, programas informáticos o documentos electrónicos de otras personas
Ejemplos de precursores que facilitan el sabotaje informático son las bombas lógicas, capaces de programar acciones maliciosas cuando se dan determinadas condiciones, o los virus informáticos, softwares que infectan el ordenador con el objetivo de destruir los datos o archivos almacenados.